# Toupierkamm

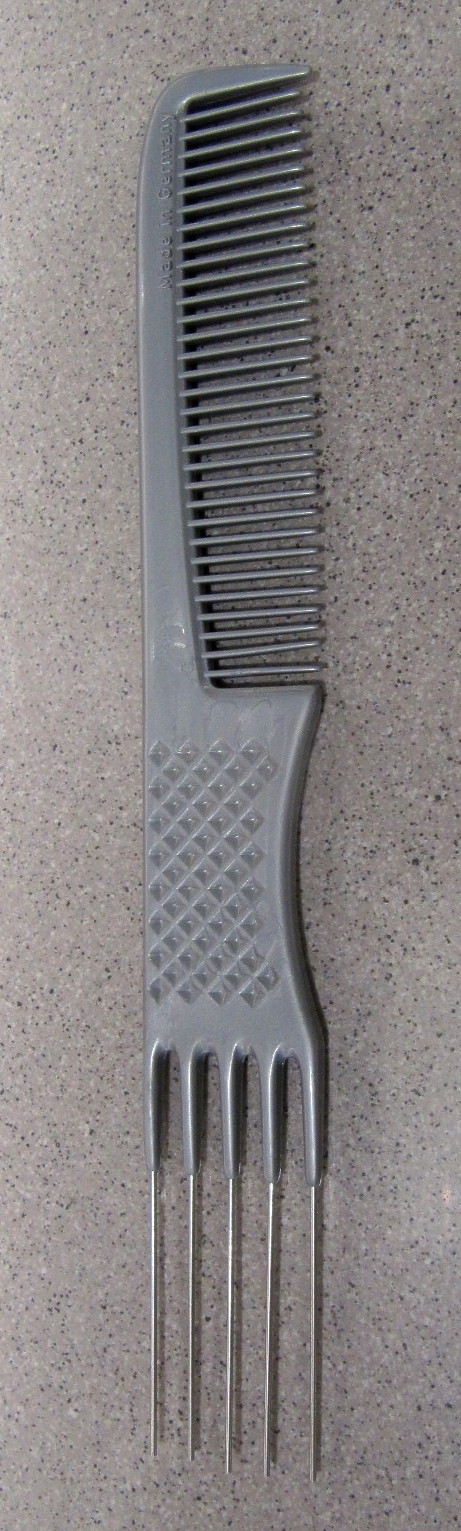
Toupierkamm in „Meister“-Ausführung

Ein Toupierkamm (auch: Nadelstilkamm oder Toupierkamm mit Nadelstiel) ist eine Sonderform des Kamms, mit dem der Frisur zusätzliches Volumen gegeben werden kann. Die Technik wird als Toupieren bezeichnet. Mittels des Toupierkammes kann als Abschluss des Frisiervorganges einzelnen Partien des Haares mehr Fülle gegeben werden. Dazu werden mit dem langen Metallende des Kammes Strähnen vom übrigen Haar abgetrennt und mit den unterschiedlich langen Zinken des Kammes von Haarspitze in Richtung Haarwurzel aufgeraut. Toupierkämme können aus Holz, Plastik, Edelstahl oder (zumeist) Kombinationen daraus gefertigt sein. Profis benutzten oft einen Nylonnadel-Toupierkamm mit abgerundeten Spitzen, um möglichst wenig Spliss bei den behandelten Haaren zu verursachen. Sogenannte Meister-Toupierkämme verfügen anstelle des langen Kammstieles über fünf kürzere Edelstahlnadeln.
Ein Beispiel für das Ergebnis der Bemühungen des Friseur ist die Farah-Diba-Frisur, abfällig auch Läusebunker genannt.

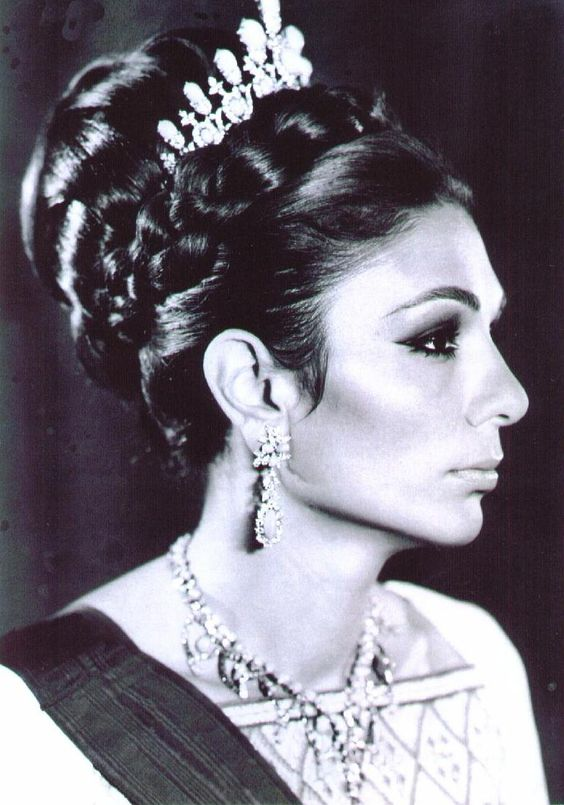